# El deslinde. Prolegómenos a la teoría literaria
El deslinde. Prolegómenos a la Teoría literaria (1944) es la obra teórica fundamental del gran humanista mexicano Alfonso Reyes (Monterrey, 1889 - México, 1959).
Alfonso Reyes es considerado, siguiendo cierta terminología, un talento doble o múltiple, y por ello a su vez humanístico. Su importante producción como ensayista, narrador, poeta, historiógrafo y pensador teórico encuentra en el campo de la Teoría de la literatura y la Crítica literaria, al decir de algunos de sus estudiosos, el lugar más brillante y original de su reflexión.
La obra teórica de Reyes consta de una serie de títulos importantes que cuentan como piezas cumbre de la cultura hispánica en los géneros del Ensayo y el Tratado contemporáneos: La antigua Retórica, La crítica en la Edad Ateniense, La filosofía helenística y Junta de sombras, hermosas y penetrantes indagaciones de materia clásica; los ensayos reunidos en Al yunque o La experiencia literaria, título este último desde 1942 el más editado y difundido de entre todos los del autor. Por su parte, El deslinde. Prolegómenos a la Teoría literaria constituye la obra de pensamiento más original y de mayor envergadura de Reyes. Para éste, "lo literario" es definible por ser un juicio de la mente anterior en principio a la literatura. 
El deslinde. Prolegómenos a la Teoría literaria es un tratado organizado en tres partes. La primera, de carácter programático y dedicada a la función ancilar; la segunda, aplicada a la tríada de historia, ciencia de lo real y literatura, incluyendo una teoría del lenguaje y de la ficción; y la tercera, referida a la tríada teórica de Matemática, Teología y Literatura. Según sus estudiosos y editores, El deslinde, obra de postura filosófica, epistemológica y fenomenográfica, es caracterizable sobre todo por su originalidad, independencia de criterio y capacidad de resolución, configurando por sí misma la más importante alternativa del pensamiento humanístico del siglo XX al estructural-formalismo.